# Schweizer Taschenmesser

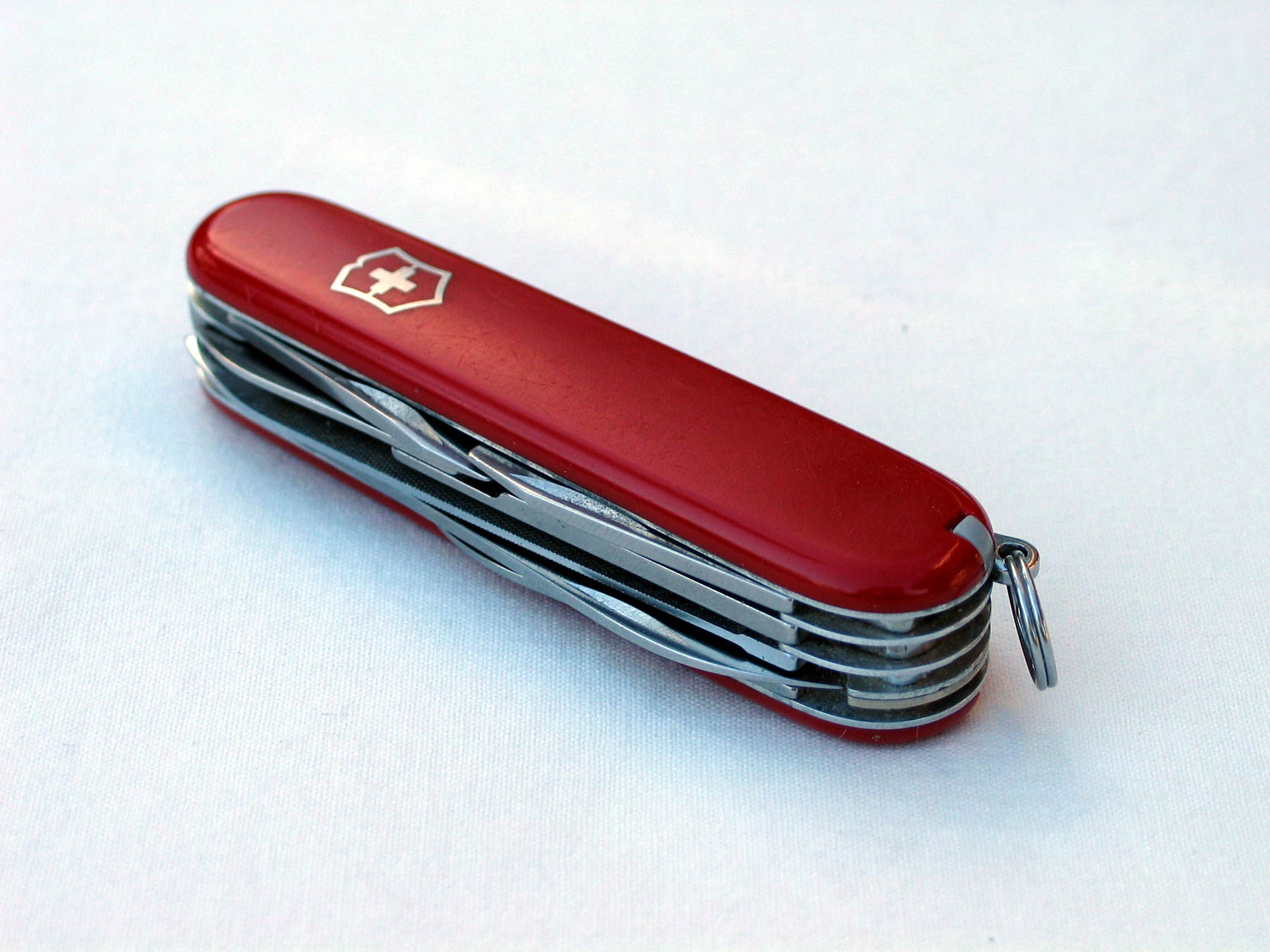
Das klassische Taschenmesser von Victorinox …

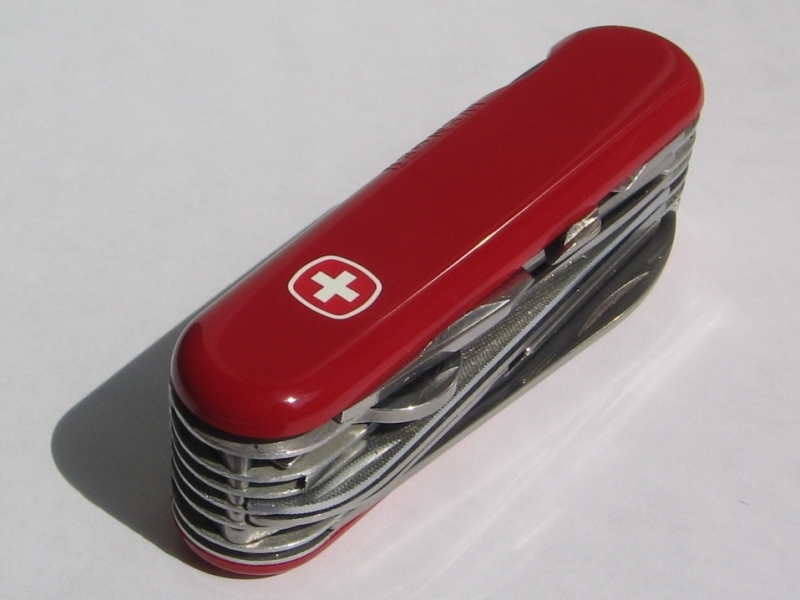
… und von Wenger

Schweizer Taschenmesser, auch Schweizer Offiziersmesser, Schweizermesser, in der Schweiz Sackmesser (von «Hosesack», der Schweizer Bezeichnung für Hosentasche) oder Hegel genannt, sind die bekanntesten und am häufigsten verkauften Taschenmesser.

## Merkmale
Ein Merkmal der Schweizer Taschenmesser ist, dass neben einer Klinge fast immer noch weitere Werkzeuge in das Messer integriert sind. Üblicherweise haben die im zivilen Handel erhältlichen Messer rote Griffschalen aus Kunststoff (Cellidor) und tragen das Schweizerkreuz als Erkennungszeichen. Das ursprüngliche Messer wurde Ende des 19. Jahrhunderts für die Soldaten der Schweizer Armee entwickelt, um unterschiedliche im Felde anfallende Aufgaben mit einem einzigen kompakten und leichten Werkzeug erledigen zu können. Aufgrund dieser Eigenschaft sind Schweizer Taschenmesser bis heute bei Menschen beliebt, die Outdoor-Aktivitäten wie Wandern, Camping oder Überlebenskunst betreiben.
Die beiden Hersteller des originalen Messers sind das Unternehmen Victorinox aus dem deutschsprachigen Kanton Schwyz und bis 2005 das Unternehmen Wenger aus dem französischsprachigen Kanton Jura. 2005 wurde Wenger vom Konkurrenten Victorinox aufgekauft, da es seit 2001 in wirtschaftliche Schwierigkeiten geraten war, wurde aber noch bis 2013 als eigene Marke weitergeführt. Nach Angaben von Victorinox wollte man mit dieser Übernahme in erster Linie verhindern, dass Wenger von ausländischen Investoren aufgekauft würde, wodurch man eine Rufschädigung für die Schweizer Taschenmesser befürchtete.
Ende 2015 nahm der Uhrenhersteller Swiza  ein Schweizer Taschenmesser neu ins Sortiment auf, das 2016 mit dem Red Dot Design Award ausgezeichnet wurde.

## Geschichte

Victorinox-Logo
Wenger-Logo

Ende der 1880er-Jahre entschied sich die Schweizer Armee zur Beschaffung eines neuen, klappbaren Soldatenmessers, das unter anderem beim Essen sowie beim Zerlegen des damaligen Standardgewehres helfen sollte, dem Schmidt-Rubin-Infanteriegewehr Modell 1889. Die enthaltenen Werkzeuge waren daher Klinge, Dosenöffner, Schlitzschraubenzieher und Ahle.
Im Januar 1891 erfolgte die Ordonnanzerklärung durch die Schweizer Armee für das Modell 1890 mit Griffschalen aus geschwärztem Eichenholz (teilweise wurde später Ebenholz verwendet).
Da damals kein Schweizer Unternehmen die nötigen Produktionskapazitäten hatte, wurden die ersten 15.000 Messer im Oktober 1891 von der deutschen Messermanufaktur Wester & Co. aus Solingen geliefert. Ende 1891 übernahm dann Karl Elsener aus Ibach, die spätere Victorinox, die Herstellung. Auch zahlreiche andere Messerhersteller aus Deutschland und der Schweiz fertigten diese Messer und seine Nachfolgemodelle, darunter das 1893 unter dem Namen Paul Boéchat & Cie. gegründete Unternehmen Wenger.
Am 12. Juni 1897 wurde der Begriff «Schweizer Offiziers- und Sportmesser» als Handelsmarke geschützt.
Seit der Ersteinführung 1891 wurde das in der Schweizer Armee ausgegebene Messer mehrfach angepasst. Insgesamt gibt es fünf verschiedene Modelle, deren Modellnummer das Jahr der Einführung widerspiegelt, namentlich die Modelle 1890, 1908, 1951, 1961 und das Soldatenmesser 08. Die einzelnen Modelle wurden teilweise ebenfalls überarbeitet und existieren daher in verschiedenen Ausführungen. Während ältere Modelle von verschiedenen Unternehmen aus Deutschland und der Schweiz gefertigt wurden, wurde das Modell 1961 ausschliesslich von Victorinox und Wenger produziert. Aus dieser fast fünfzigjährigen Alleinstellung leitet sich deren heutiger Status als Originalhersteller ab. Das derzeit aktuelle Soldatenmesser 08 wird nur noch von Victorinox hergestellt.
Die Soldatenmesser verfügten seit dem Modell 1961 über Griffschalen aus geriffeltem Aluminium anstatt der roten Kunststoffgriffschalen zivil verkaufter Modelle. Auch die Ausstattung war mit Klinge, Ahle, Dosenöffner und Kapselheber (die letzten beiden mit integriertem Schlitzschraubenzieher) bis in jüngste Zeit relativ übersichtlich verglichen mit der umfangreichen Ausstattung manch ziviler Modelle. Das Soldatenmesser 08 hat einen um eine Holzsäge und einen Kreuzschraubenzieher erweiterten Funktionsumfang.

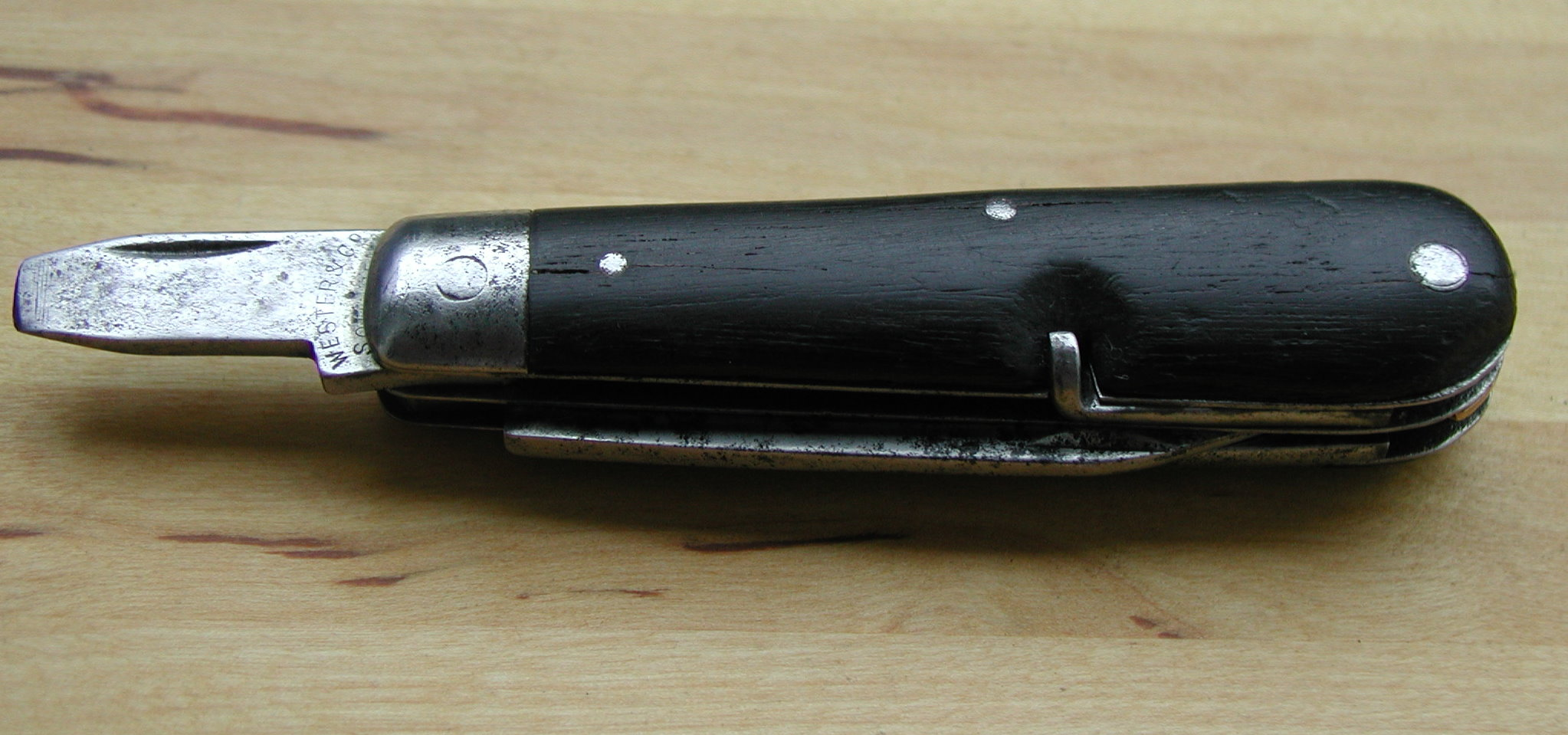
Modell 1890, das erste Schweizer Soldatenmesser
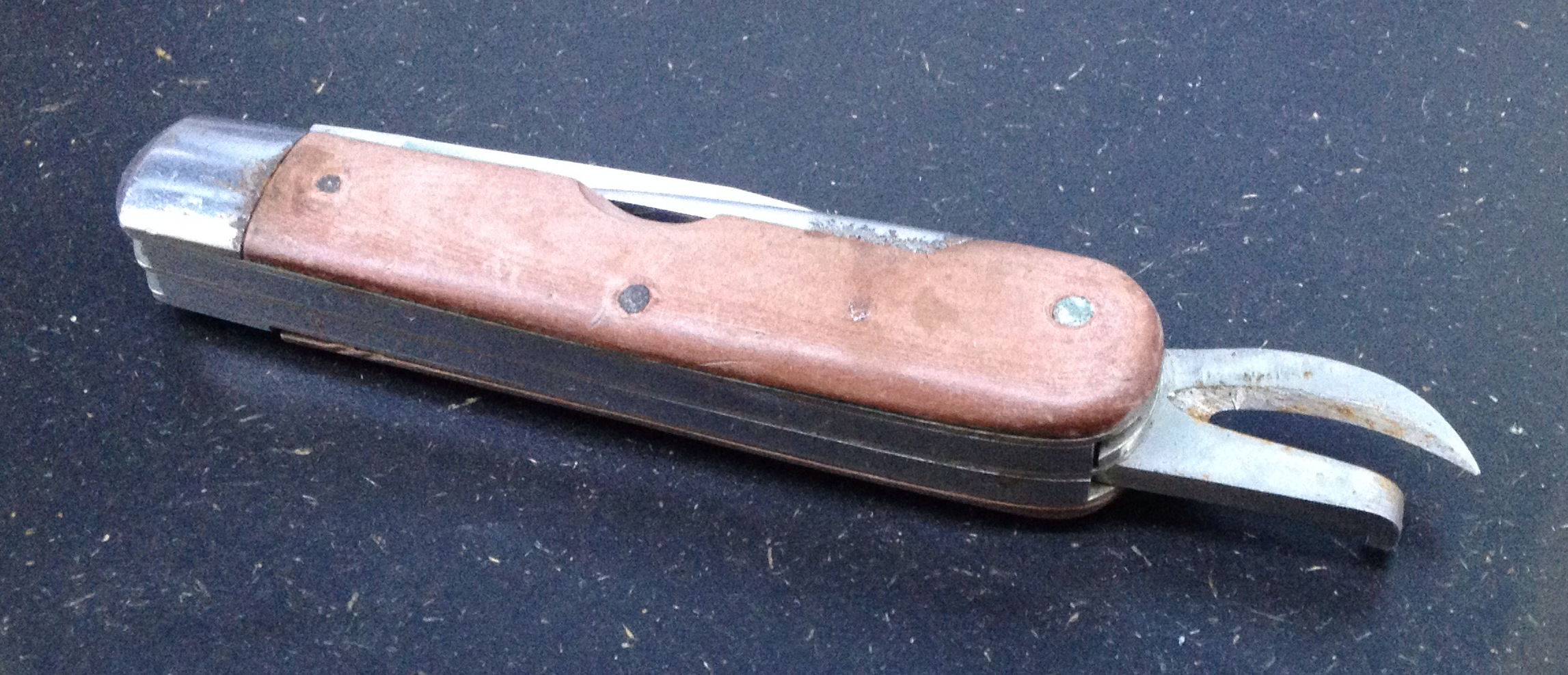
Modell 1908, Abgabe von 1908 bis 1951
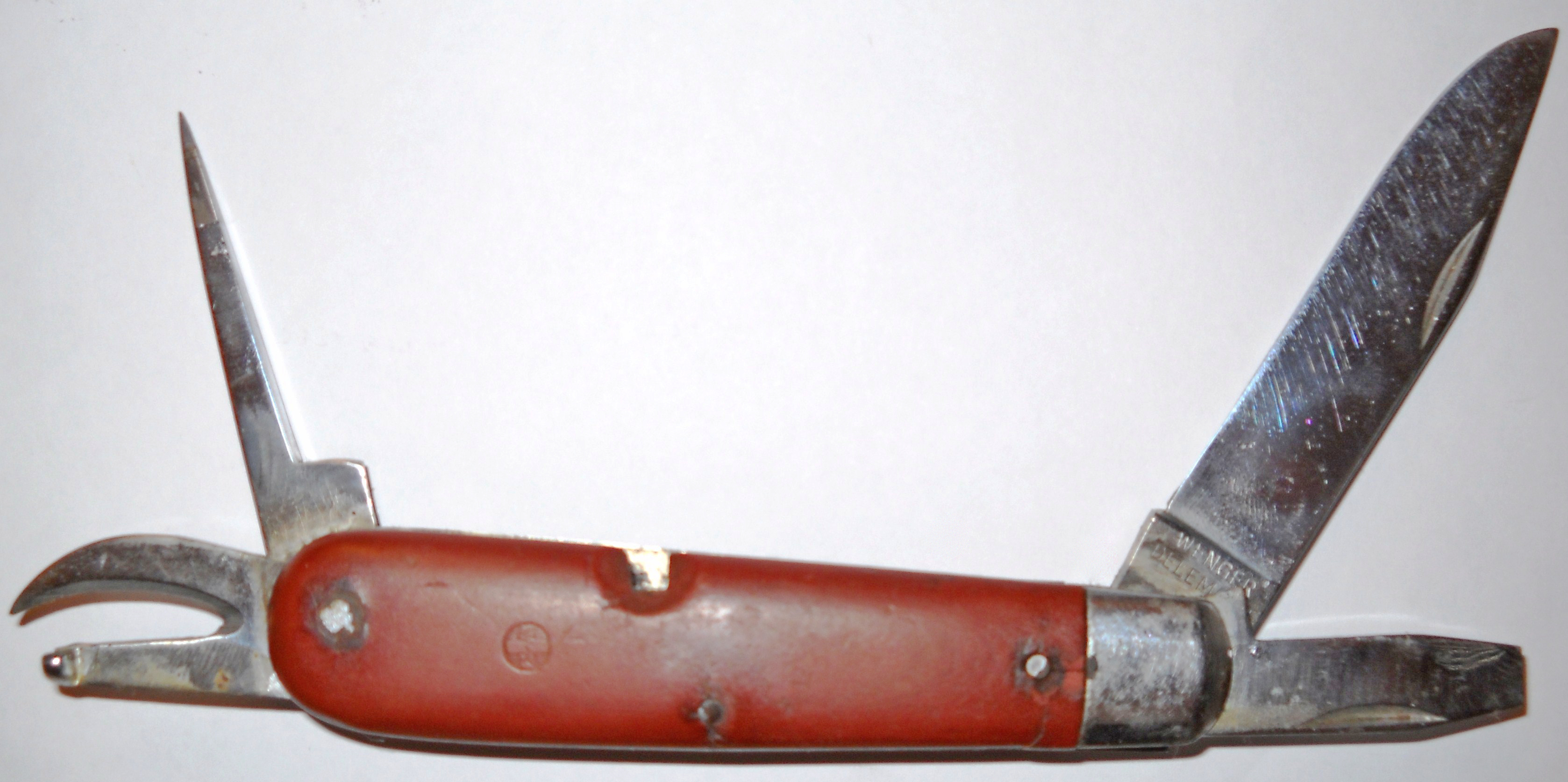
Modell 1951, Abgabe von 1951 bis 1961
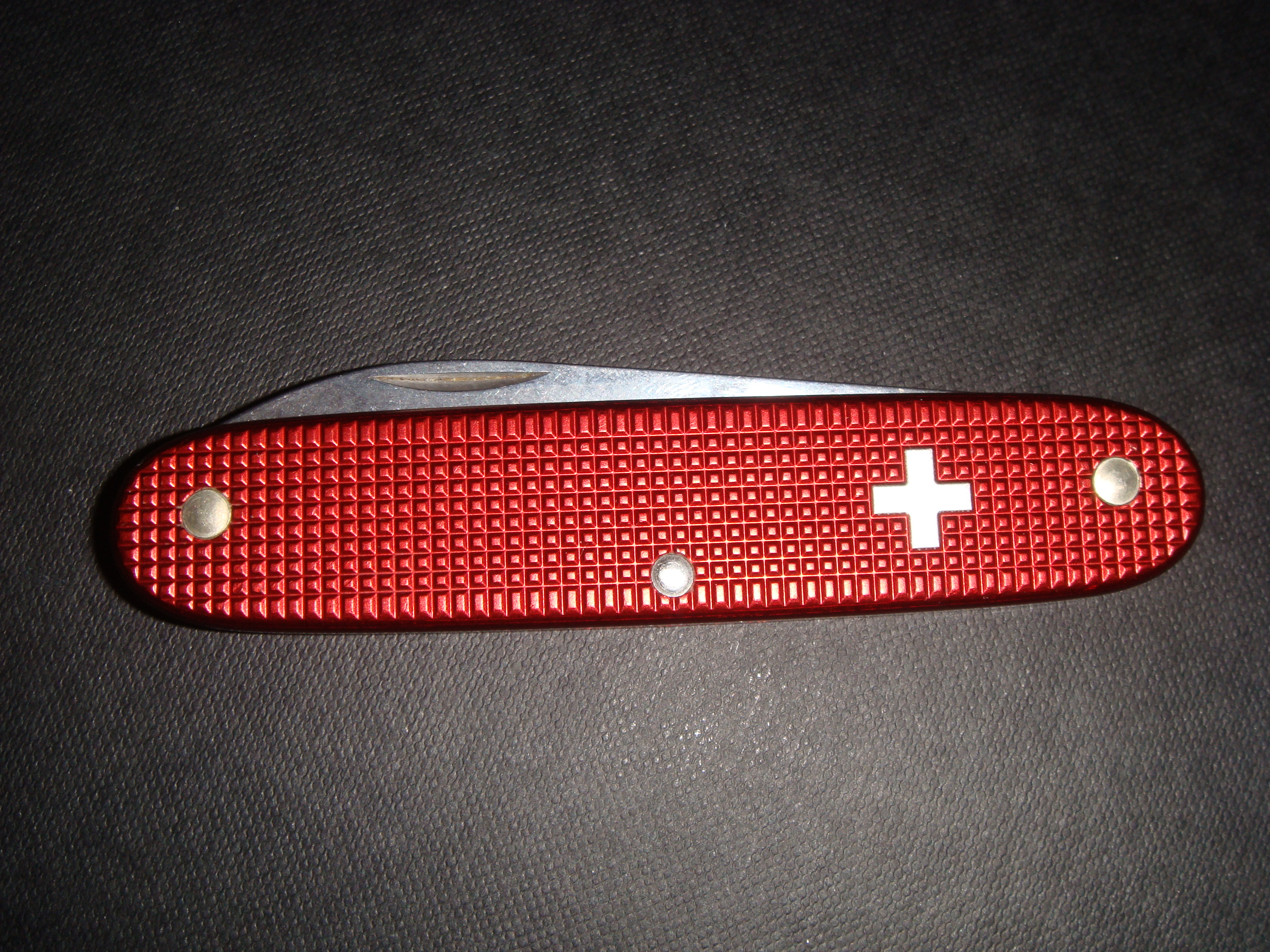
Modell 1961 (rot), Abgabe von 1961 bis 1965
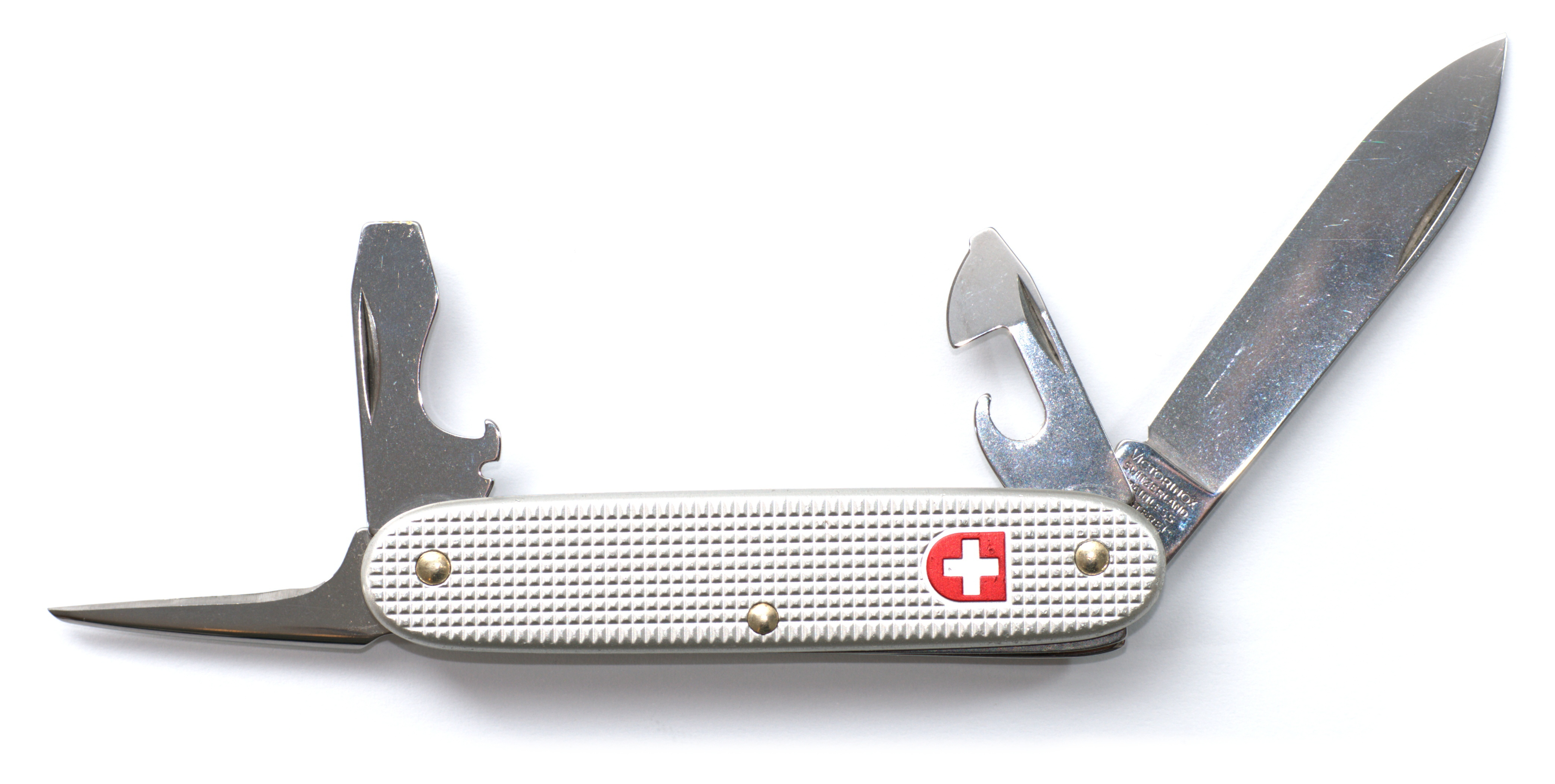
Modell 1961, Ausführung 1994 (ohne Hohlniete), Abgabe von 1994 bis 2008
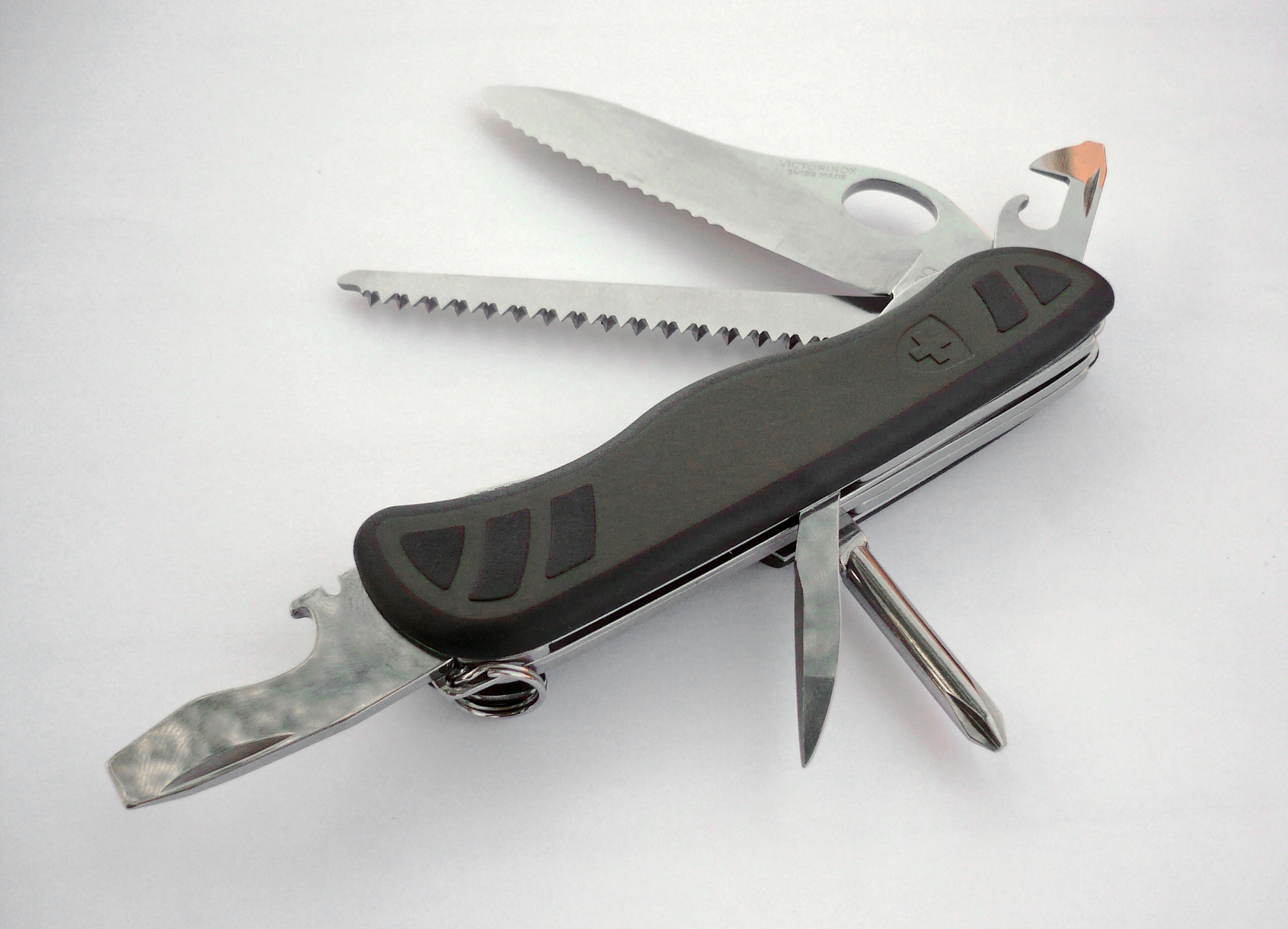
Soldatenmesser 08, Abgabe seit 2008

Neben der Schweizer Armee haben im Laufe der Zeit auch die Streitkräfte von über 20 weiteren Staaten das Schweizer Taschenmesser als offizielle Ausrüstungsgegenstände eingeführt, darunter Deutschland, Frankreich, die Niederlande und Malaysia.

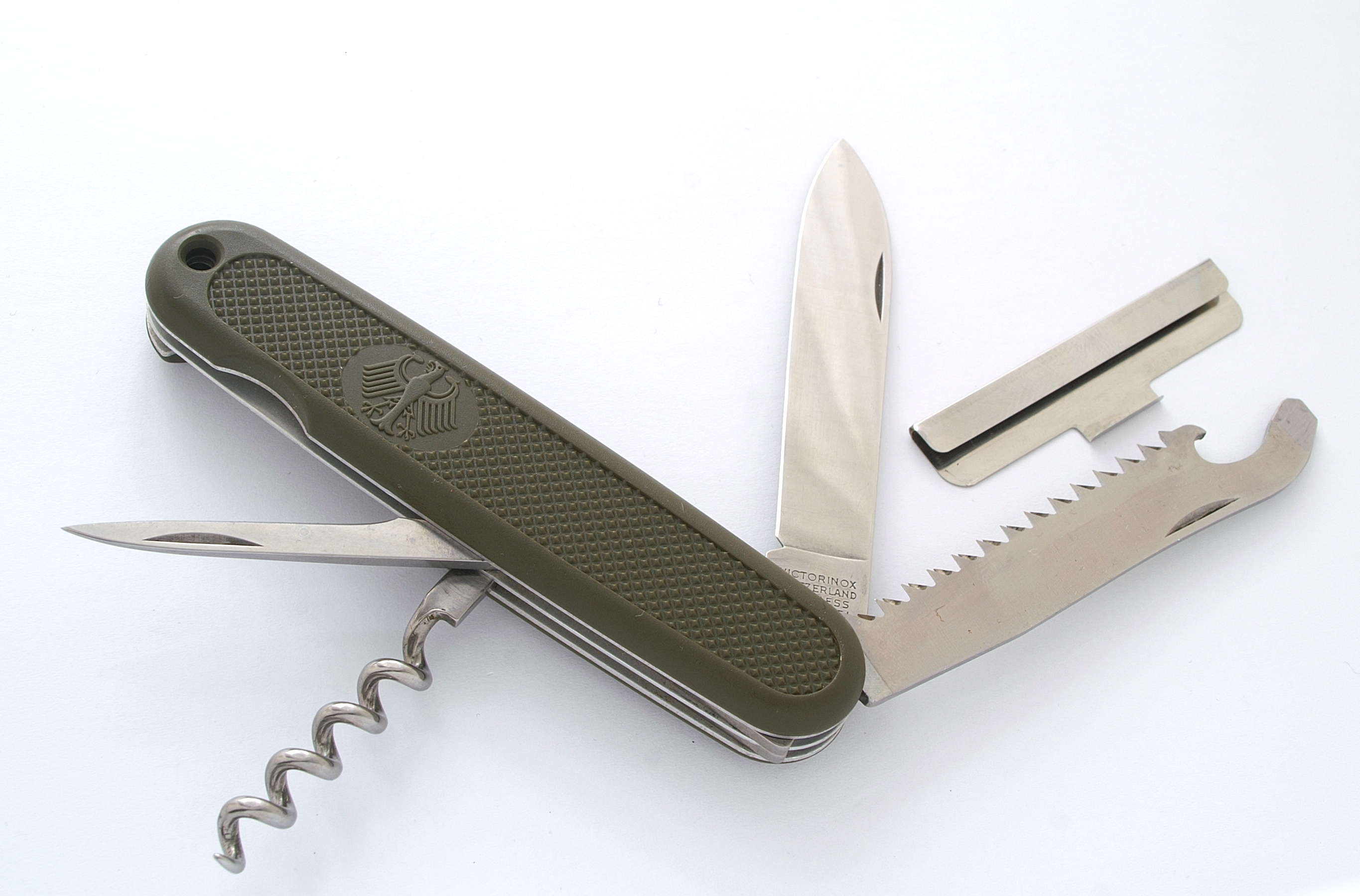
Taschenmesser der Bundeswehr (eingeführt 1976)
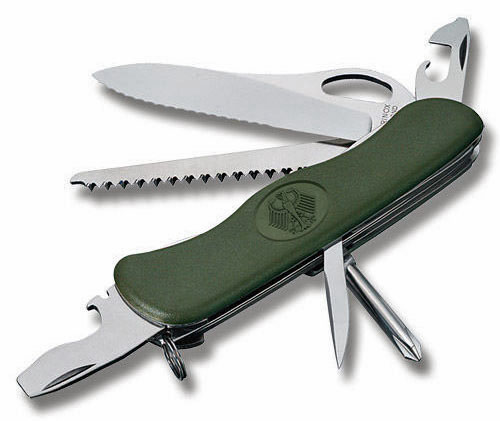
Einhandmesser der Bundeswehr (eingeführt 2008)
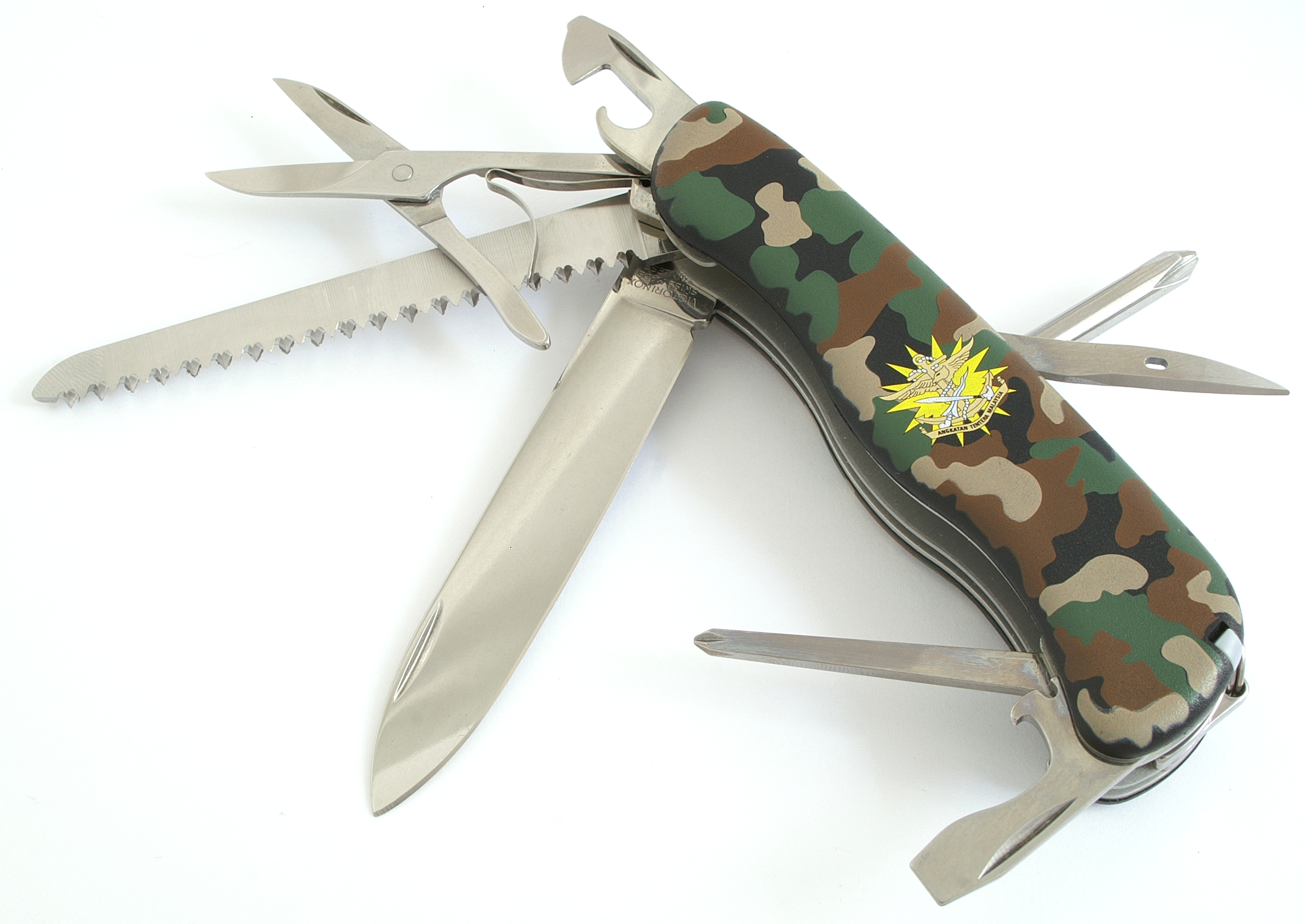
Taschenmesser der Streitkräfte Malaysias (eingeführt 2008)

## Funktionen

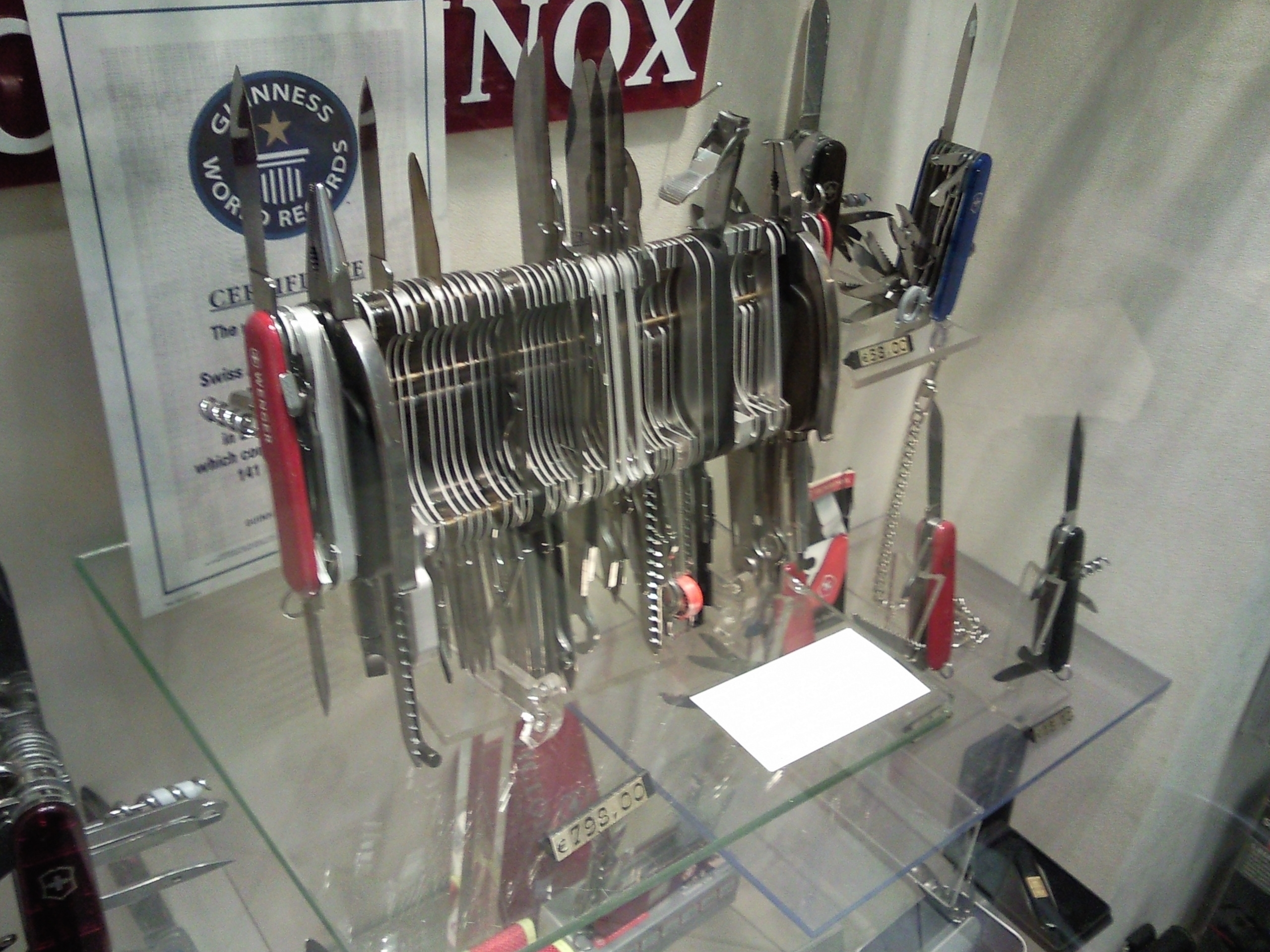
Wenger Giant Knife 2007

Die ursprüngliche Ausstattung mit Klinge, Dosenöffner, Schlitzschraubenzieher und Ahle wurde bei zivilen Modellen inzwischen je nach Version um etliche Werkzeuge erweitert, so existieren beispielsweise Versionen mit Holzsäge, Schere, Metallfeile oder Korkenzieher. Zivile Modelle haben in der Regel zusätzlich einen Zahnstocher/Fingernagelreiniger und eine Pinzette, die in separaten Steckfächern in den Griffschalen sitzen.
Einige Versionen sind auf spezielle Zielgruppen ausgerichtet, so gibt es Schweizer Taschenmesser mit Fischentschupper für Angler oder mit Rasenheber für Golfer.
Das laut Guinness-Buch der Rekorde umfangreichste Schweizer Taschenmesser ist das Wenger Giant Knife 2007. Es besitzt 81 Einzelwerkzeuge für 141 unterschiedliche Funktionen, ist mit seiner Breite von 24 Zentimetern und dem Gewicht von 1,3 Kilogramm allerdings nicht für den tatsächlichen Gebrauch geeignet, sondern als Sammlerobjekt gedacht.
Die umfangreichsten noch für die tatsächliche Nutzung vorgesehenen Modelle sind das Victorinox SwissChamp und das Wenger EvoGrip S54. Daneben gibt es aber auch Messer mit minimiertem Umfang, etwa nur einer Klinge und einem Kapselheber. Die Messer von Wenger und Victorinox bieten im Allgemeinen dieselben Fähigkeiten, wobei sich die Form und Funktionsweise der einzelnen Werkzeuge im Detail häufig unterscheidet. Während beispielsweise der Dosenöffner von Victorinox-Messern schiebend durch den Dosendeckel gedrückt wird, geschieht dies bei Wenger-Messern mit einer ziehenden Bewegung.
Seit einigen Jahren gibt es auch Varianten, die mit elektronischen Zusatzelementen wie Leuchtdiode, Laserpointer, Uhr oder USB-Stick versehen sind. Diese sind eher für den urbanen Alltag als für eine Nutzung im Outdoorbereich vorgesehen.

## Gewerblicher Rechtsschutz
Das Wortbild Schweizer Offiziersmesser ist geschützt und darf nur von Victorinox und Wenger verwendet werden. Ebenso sind die beiden Varianten des Schweizer Kreuzes auf den Messern geschützt. Victorinox vermarktet seine Messer als «Original Schweizer Offiziersmesser», während Wenger die Bezeichnung «Echtes Schweizer Offiziersmesser» benutzte.
Zu Beginn der 1990er-Jahre klagte Victorinox in den Vereinigten Staaten gegen die Arrow Trading Company, die chinesische Taschenmesser vertrieb. Diese kopierten zum einen das Grundkonzept des Schweizer Messers, das urheberrechtlich nicht schützbar ist, und trugen zudem das Schweizer Kreuz und den Schriftzug «Swiss Army», womit in den Augen von Victorinox der Eindruck erweckt wurde, die chinesischen Messer würden aus der Schweiz stammen. In erster Instanz gab 1993 ein Bundesbezirksgericht Victorinox Recht und sprach den Importeur der chinesischen Plagiate der Täuschung schuldig und untersagte den weiteren Vertrieb der Plagiate. Ein Berufungsgericht widerrief dieses Urteil ein Jahr später, da die blosse Erwähnung eines Landes auf einem Produkt kein eindeutiger Hinweis darauf sei, dass das Produkt tatsächlich dort hergestellt worden ist.

## Trivia
- Zur Standardausrüstung eines jeden NASA-Astronauten gehört ein Messer vom Typ Victorinox Master Craftsman.[8]
- Alle Angehörigen der Schweizer Armee erhalten seit jeher das gleiche Messer, ein spezielles Offiziersmesser gibt es nicht.
- Für Sammler gab es eine exklusive Version mit Brillanten, die in Gold oder Platin eingefasst waren und so die Schalen bildeten.
- In der US-amerikanischen Fernsehserie MacGyver waren Taschenmesser von Victorinox und Wenger ein häufig benutztes Werkzeug des titelgebenden Hauptcharakters.